# Radzieckie filmy zgłoszone do rywalizacji o Oscara w kategorii filmu nieanglojęzycznego
Kategorię „film nieanglojęzyczny” wprowadzono po raz pierwszy do 29. edycji Nagród Akademii Filmowej, której ceremonia odbyła się w 1957. Wcześniej, na przełomie lat 1948–1956, ośmiokrotnie nagrodzono filmy zagraniczne Oscarem honorowym lub specjalnym. Statuetka wręczana jest zawsze reżyserowi, aczkolwiek za oficjalnego zdobywcę nagrody uznaje się kraj, z którego pochodzi zwycięski film.
Radzieckie produkcje znalazły się w gronie nominowanych dziewięciokrotnie – pierwszy raz w 1968 (Wojna i pokój Siergieja Bondarczuka), ostatni – w 1984 (Romans polowy Piotra Todorowskiego). Filmy Wojna i pokój, Dersu Uzała oraz Moskwa nie wierzy łzom zwyciężyły w tej kategorii.

## Lista radzieckich filmów zgłoszonych do rywalizacji w poszczególnych latach
| Rok (Ceremonia) | Polski tytuł                | Angielski tytuł                  | Oryginalny tytuł        | Reżyser                                     | Rezultat       |
| --------------- | --------------------------- | -------------------------------- | ----------------------- | ------------------------------------------- | -------------- |
| 1963 (36.)      | Dziecko wojny               | Ivan's Childhood                 | Иваново детство         | Andriej Tarkowski                           | Brak nominacji |
| 1968 (41.)      | Wojna i pokój               | War and Peace                    | Война и мир             | Siergiej Bondarczuk                         | Wygrana        |
| 1969 (42.)      | Bracia Karamazow            | The Brothers Karamazov           | Братья Карамазовы       | Iwan Pyrjew, Michaił Uljanow, Kiriłł Ławrow | Nominacja      |
| 1971 (44.)      | Czajkowski                  | Tchaikovsky                      | Чайковский              | Igor Tałankin                               | Nominacja      |
| 1972 (45.)      | Tak tu cicho o zmierzchu... | The Dawns Here Are Quiet         | А зори здесь тихие      | Stanisław Rostocki                          | Nominacja      |
| 1973 (46.)      | Wyzwolenie                  | Liberation                       | Освобождение            | Jurij Ozierow                               | Brak nominacji |
| 1974 (47.)      | Szary okrutnik              | The Ferocious One                | Лютый                   | Tołomusz Okiejew                            | Brak nominacji |
| 1975 (48.)      | Dersu Uzała                 | Dersu Uzala                      | Дерсу Узала             | Akira Kurosawa                              | Wygrana        |
| 1976 (49.)      | Oni walczyli za ojczyznę    | They Fought for Their Country    | Они сражались за Родину | Siergiej Bondarczuk                         | Brak nominacji |
| 1977 (50.)      | Wniebowstąpienie            | The Ascent                       | Восхождение             | Łarisa Szepitko                             | Brak nominacji |
| 1978 (51.)      | Biały Bim Czarne Ucho       | White Bim Black Ear              | Белый Бим Чёрное ухо    | Stanisław Rostocki                          | Nominacja      |
| 1979 (52.)      | Jesienny maraton            | Autumn Marathon                  | Осенний марафон         | Gieorgij Danelija                           | Brak nominacji |
| 1980 (53.)      | Moskwa nie wierzy łzom      | Moscow Does Not Believe in Tears | Москва слезам не верит  | Władimir Mieńszow                           | Wygrana        |
| 1981 (54.)      | Sporcie, jesteś – pokojem!  | O Sport, You Are Peace!          | О спорт, ты – мир!      | Jurij Ozierow                               | Brak nominacji |
| 1982 (55.)      | Życie osobiste              | Private Life                     | Частная жизнь           | Julij Rajzman                               | Nominacja      |
| 1983 (56.)      | Wassa Żeleznowa             | Vassa                            | Васса                   | Gleb Panfiłow                               | Brak nominacji |
| 1984 (57.)      | Romans polowy               | Wartime Romance                  | Военно-полевой роман    | Piotr Todorowski                            | Nominacja      |
| 1985 (58.)      | Idź i patrz                 | Come and See                     | Иди и смотри            | Elem Klimow                                 | Brak nominacji |
| 1986 (59.)      | Obca, Biała i Pstrokaty     | Wild Pigeon                      | Чужая белая и рябой     | Siergiej Sołowjow                           | Brak nominacji |
| 1987 (60.)      | Pokuta                      | Repentance                       | Покаяние                | Tengiz Abuładze                             | Brak nominacji |
| 1988 (61.)      | Komisarz                    | Commissar                        | Комиссар                | Aleksandr Askoldow                          | Brak nominacji |
| 1989 (62.)      | Miasto Zero                 | Zerograd                         | Город Зеро              | Karen Szachnazarow                          | Brak nominacji |
| 1990 (63.)      | Taxi blues                  | Taxi Blues                       | Такси-блюз              | Pawieł Łungin                               | Brak nominacji |
| 1991 (64.)      | Izydi!                      | Get Thee Out                     | Изыди!                  | Dmitrij Astrachań                           | Brak nominacji |